# うめきた UMEDAIガーデン
うめきた UMEDAIガーデンは、かつてJR大阪駅北側の再開発エリア「うめきた2期」にあった暫定施設。うめきたガーデンの施設を引き継いで運営された。ガーデン内には80種類12万株の花畑があり季節によって植え替えられた。うめきたガーデンから引き継いだ「花と緑」に「癒やしと学び」を付加した。夜になるとライトアップされたガーデン内にはビアガーデンやレストランが開設された。

## 概要
大阪駅北側の商業施設グランフロント北館の隣にあった。2018年（平成30年）4月7日に開庭した。面積は約7700平方メートル（0.77ha）。再開発予定地のため、2019年（平成31年）3月24日までの暫定施設だった。
2018年3月18日まで1年半にわたって運営されていた「うめきたガーデン」から「花と緑」を引き継ぎ、新たなガーデンとして2018年4月7日より「一般社団法人未来教育推進機構」が、「うめきた UMEDAIガーデン」を運営開始した。
2018年4月7日から2018年4月23日までのプレオープン期間を経て2018年4月24日にグランドオープン。開庭時間は昼と夜に分かれており、昼の開庭時間が13:00~17:00、夜の開庭時間が17:00~21:00となっている。夜の開庭時間にはレストランとビアガーデンがあった。
また、うめきた UMEDAIガーデンは「さまざまな人々が出会い、出会うことで生まれる学びを創出するUMEDAIプロジェクト」とも連動しており、ウォーキングセミナーやヨガなどの学びイベントも開催された。

## 最寄駅
- 大阪駅 - JR西日本大阪環状線
- 梅田駅 - 阪急電鉄、Osaka Metro御堂筋線、阪神電鉄
- 東梅田駅 - Osaka Metro谷町線
- 西梅田駅 - Osaka Metro四つ橋線